# Кауфман, Михаил Петрович (1888)
Михаил Петрович фон-Кауфман (1888 — 1914) — поручик лейб-гвардии Гусарского Его Величества полка, герой Первой мировой войны.

## Биография
Православный. Из потомственных дворян. Сын министра народного просвещения Петра Михайловича Кауфмана (1857—1926) и жены его Елизаветы Петровны Эльсен.
В 1900 году поступил в старший приготовительный класс Александровского лицея. На время русско-японской войны покинул лицей и отправился на Дальний Восток, в действующую армию, в качестве агента Красного Креста, где служил его отец. В 1907 году написал сочинение «Права и преимущества константинопольского патриарха и история возникновения», сохранившееся в лицейском архиве. В том же году окончил курс с золотой медалью и чином IX класса.
По окончании лицея поступил вольноопределяющимся в лейб-гвардии Гусарский Его Величества полк. Выдержав офицерский экзамен при Николаевском кавалерийском училище, 15 июня 1908 года произведен корнетом в тот же полк. С 1912 года состоял полковым квартирмейстером, 6 декабря того же года произведен в поручики.
В Первую мировую войну вступил в рядах лейб-гусар, участвовал в походе в Восточную Пруссию. Удостоен ордена Св. Георгия 4-й степени
За то, что, проявив примерную неустрашимость и распорядительность, командуя цепью в бою 6 августа 1914 года под Краупишкеном в Восточной Пруссии и, будучи дважды тяжело ранен и по доставлении в Пилькаллен захвачен в плен, несмотря на страдания и явную опасность для жизни, зорко наблюдал за передвижением неприятеля и обо всем виденном и слышанном, воспользовавшись оказиею, письменно донес по начальству, сообщив о численности, направлении отступления и месте, где укрылась неуспевшая бежать, при вступлении нашей пехоты в Пилькаллен, германская конница.
Умер от полученных ран в Витебском госпитале Красного Креста в Вильне. Был похоронен в Александро-Невской лавре.

## Семья
С 12 апреля 1912 года был женат на Марине Васильевне Шереметевой (1890—1926). Их сын — Пётр. После смерти мужа Марина Васильевна вышла замуж за князя Владимира Анатольевича Гагарина (1887—1946).

## Награды
- Орден Святой Анны 4-й ст. с надписью «за храбрость» (ВП 24.02.1915)
- Орден Святого Георгия 4-й ст. (Дополнение к ВП 20.05.1916)